# TeenAngels 1
TeenAngels 1 è il primo album in studio del gruppo musicale argentino TeenAngels, pubblicato il 17 aprile 2007.
L'album è stato in gran parte prodotto da Cris Morena, creatrice della telenovela. L'album è principalmente interpretato da Emilia Attias, ed ha la partecipazione speciale di Nicolás Vázquez. Molti dei brani contenuti erano già stati presentati prima dell'uscita dell'album all'interno della serie o alla radio. Poche settimane dopo l'uscita ottiene il disco di platino.
Debito al grande successo della serie, il 20 marzo 2009, l'album viene pubblicato in tutto il Sudamerica da Sony Music.
Sul disco si è espressa anche Cris Morena:
(Cris Morena)

## Tracce
1. Emilia Attias – Voy por más – 3:31 (Cris Morena, Fernando López Rossi e Pablo Durand)
2. Emilia Attias – No te rindas – 3:45 (Cris Morena, Silvio Furmanski, e Gustavo Novello)
3. Emilia Attias e Nicolás Vázquez – Dos ojos – 3:32 (Cris Morena, Fernando López Rossi e Pablo Durand)
4. Emilia Attias – Casi Ángeles – 3:22 (Cris Morena e Marcelo Wengrovsk)
5. Emilia Attias – Valiente – 3:16 (Cris Morena)
6. TeenAngels – Che bombón – 4:08 (Cris Morena, Fernando López Rossi e Pablo Durand)
7. Emilia Attias – Para vos – 3:37 (Cris Morena, Fernando López Rossi e Pablo Durand)
8. Nicolás Vázquez – Todo puede ser mejor – 3:25 (Cris Morena, Fernando López Rossi e Pablo Durand)
9. Nicolás Vázquez – Tu cielo – 3:06 (Cris Morena, Fernando López Rossi e Pablo Durand)
10. Lali Espósito – Escaparé – 3:19 (Cris Morena e Marcelo Wengrovski)
11. TeenAngels – Ángeles del mundo – 3:04 (Eduardo Frigerio e Pedro Sofika)
12. Emilia Attias e Nicolás Vázquez – Te amaré por siempre – 3:16 (Cris Morena, Fernando López Rossi e Pablo Durand)
13. China Suárez – Reina gitana – 3:49 (Cris Morena, Fernando López Rossi e Pablo Durand)
14. TeenAngels – Nenes bien – 3:53 (Cris Morena, Fernando López Rossi e Pablo Durand)
15. Emilia Attias – Un ángel – 3:11 (Cris Morena, Fernando López Rossi e Pablo Durand)
16. Emilia Attias – Tan alegre el corazón – 3:17 (Cris Morena, Fernando López Rossi e Pablo Durand)

## Formazione
- Emilia Attias – voce
- Peter Lanzani – voce
- Lali Espósito – voce
- China Suárez – voce
- Gastón Dalmau – voce
- Nicolás Riera – voce
- Nicolás Vázquez – voce